# ريان بينيت
ريان بينيت (بالإنجليزية: Ryan Bennett)‏ (6 مارس 1990 المملكة المتحدة - ) هو لاعب كرة قدم بريطاني يلعب كمدافع.

## وصلات خارجية
ريان بينيت على موقع الاتحاد الأوربي (الإنجليزية)
- ريان بينيت على موقع قاعدة بيانات كرة القدم.إي يو (الإنجليزية)
- ريان بينيت على موقع Soccerbase.com (لاعب) (الإنجليزية)
- ريان بينيت على موقع Soccerway.com (الإنجليزية)
- ريان بينيت على موقع عالم كرة القدم.نت (الإنجليزية)
- ريان بينيت على موقع أوليمبيديا (الإنجليزية)
- ريان بينيت على موقع AS.com (الإسبانية)